# Herzog von Beaufort (Frankreich)
Der Adelstitel Herzog von Beaufort (duc de Beaufort) wurde zur gleichen Zeit sowohl in Frankreich als auch in England (siehe Duke of Beaufort) getragen.

## Geschichte
Die Burg von Beaufort-en-Champagne wurde von den Herren von Broyes erbaut und war zunächst mehrere Generationen lang in deren Familie. Durch die Ehe von Felicite de Broyes mit dem Grafen Hugo II. von Rethel um das Jahr 1191 gelangte Beaufort an die Grafen von Rethel, in deren Familie die Besitzrechte auf diese Burg aber sehr umstritten waren. Graf Johann lag darüber mit seiner Schwägerin Jeanne de Dampierre im Streit. Seine Witwe, Marie de Thourotte, bestritt ihrerseits den Erbgang ihrer Nichte Felicite, beide Frauen brachten den Fall vor den Haute Cour der Grafschaft Champagne. Bevor dieses Gericht ein Urteil fällen konnte starben beide Frauen, weshalb nun Graf Hugo IV. diese Burg übernahm. Um sich weitere Streitereien im Zusammenhang mit Beaufort zu entledigen, verkaufte Hugo IV. die Burg im Jahr 1270 an Blanche d’Artois.
Blanche d’Artois war in erster Ehe mit dem Grafen Heinrich III. von Champagne (Heinrich I. von Navarra) und in zweiter mit Edmund Crouchback, 1. Earl of Lancaster, verheiratet. Beaufort übertrug sie ihren Söhnen aus zweiter Ehe. Zu Beginn des Hundertjährigen Krieges verloren die Lancaster-Earls die Burg an die Krone von Frankreich, Dauphin Karl V. verlieh sie 1357 an Graf Ludwig von Étampes. Im Zuge des Friedens von Brétigny 1360 wurde Beaufort an John of Gaunt, 1. Duke of Lancaster, zurückerstattet. Dessen unehelicher Sohn hieß John Beaufort, Begründer des Hauses Beaufort, später Duke of Somerset und Ahn der englischen Dukes of Beaufort.
Im weiteren Verlauf des Krieges wurde Beaufort endgültig von Frankreich übernommen, dessen Krone die Burg auf Basis einer Leibrente weiter verlieh. 1379 an Jean III. de Melun, nach dessen Tod 1382 an Herzog Philipp den Kühnen von Burgund. 1404 erhielt König Karl III. von Navarra Beaufort als erbliches Gut, das durch mehrere Erbgänge in den Besitz des Herzogs von Nemours, Jacques d’Armagnac, gelangte. Nachdem dieser 1477 exekutiert wurde, fiel Beaufort erneut an die Krondomäne.
1479 belehnte König Ludwig XI.  Sire Thierry III. de Lenoncourt mit Beaufort einschließlich des Titels eines Grafen als Leibrente. Dies bedeutete, dass Beaufort nach dem Tod Lenoncourts 1483, trotz der Existenz eines Erbes, wieder an die Krone zurückfiel.
Im Jahr 1504 schenkte der König Ludwig XII. seinem Neffen den Feldherren Gaston de Foix die Grafschaft Beaufort als erbliches Lehen. Nachdem Gaston 1512 in der Schlacht bei Ravenna gefallen war, ging Beaufort gemäß seinem Testament an seinen Vetter Odet de Foix. Nachdem dessen Nachfolger, der Sohn Henri 1540 und die Tochter Claude 1553, erbenlos gestorben waren, ging Beaufort an den Grafen von Nevers, François I. de Clèves, der ein Neffe von Odet de Foix war. Nach dem Tod von François 1562 erbte dessen Tochter Catherine Beaufort.
Catharine wiederum, durch Heirat eine Duchesse de Guise, verkaufte Beaufort am 6. Juli 1597 an Gabrielle d’Estrées, Marquise de Monceaux und Mätresse des Königs Heinrich IV. Der König verschmolz Beaufort mit der Baronie Jaucourt und machte beides zusammen zum Herzogtum und zur Pairie zugunsten Gabrielles.
1688 verkaufte der 3. Herzog von Beaufort das Herzogtum für 460.000 Livres an Charles I. Frédéric de Montmorency-Luxembourg (1662–1726), der im gleichen Jahr zum Herzog von Beaufort (aber nicht zum Pair von Frankreich) ernannt wurde. Im Oktober 1689 wurde das Herzogtum Beaufort dann in Herzogtum Montmorency umbenannt, wodurch dieser Titel wieder in den Besitz der Familie Montmorency kam.
Zentrum des Herzogtums war der Ort Beaufort im Département Aube, der später der Umbenennung folgte und seitdem Montmorency-Beaufort heißt.

## Grafen von Beaufort
- 1479–1483: Thierry III. de Lenoncourt
- 1504–1512: Gaston de Foix
- 1512–1528: Odet de Foix
- 1528–1540: Henri de Foix
- 1540–1553: Claude de Foix
- 1553–1562: François I. de Clèves, Graf von Nevers
- 1562–1597: Catherine de Clèves, Gräfin von Eu

## Herzöge von Beaufort
- 1597–1599: Gabrielle d’Estrées, erste Herzogin von Beaufort
- 1599–1665: César de Bourbon, vierter Herzog von Vendôme, zweiter Herzog von Beaufort
- 1665–1669: François de Vendôme, dritter Herzog von Beaufort
- 1669–1688: Louis-Joseph de Vendôme (1654–1712), sechster Herzog von Vendôme, vierter Herzog von Beaufort
- 1688–1689: Charles François Frédéric I. de Montmorency-Luxembourg

## Weblink
- Webseite von Montmorency-Beaufort (franz.)